# José Baldi
José Severino Baldi Martínez (nacido el 24 de julio de 1941), es un exmagistrado uruguayo, quien se desempeñó como miembro del Tribunal de lo Contencioso Administrativo entre 1995 y 2005.

## Primeros años
Nació el 24 de julio de 1941, hijo de José Baldi y de María Martínez.
Cursó estudios en la Facultad de Derecho de la Universidad de la República, donde se graduó como abogado en 1971.
En febrero de 1974 inició su carrera judicial al ser designado Juez de Paz de la primera sección judicial de Soriano, con sede en Mercedes.

## Juez Letrado en el interior
En agosto de 1976 fue ascendido al cargo de Juez Letrado de Artigas.
En diciembre de 1977 fue trasladado al Juzgado Letrado de Paysandú de Primer Turno.

## Juez Letrado en la capital
En febrero de 1981 ascendió a cumplir funciones en Montevideo, inicialmente como Juez Letrado Suplente.
En marzo de 1981 pasó a desempeñarse como Juez Letrado en lo Penal de Cuarto Turno.
En abril de 1988 fue trasladado al Juzgado Letrado en lo Civil de Primer Turno.

## Tribunal de Apelaciones
En agosto de 1989 recibió un nuevo ascenso al ser nombrado como uno de los integrantes del Tribunal de Apelaciones en lo Civil de Octavo Turno que acababa de crearse.Permaneció en dicho tribunal durante casi seis años.

## Tribunal de lo Contencioso Administrativo
El 26 de julio de 1995 la Asamblea General lo eligió, junto a Juan Almirati Cacheiro y a Manuel Mercant, por 117 votos favorables, como ministro del Tribunal de lo Contencioso Administrativo, para cubrir las vacantes generadas por los retiros de Amelia Pereira de Balestrino, Luis Alberto Galagorri y Manuel Díaz Romeu. Todos prestaron juramento el mismo día.
Baldi y Mercant cesaron en su cargo en el mencionado Tribunal en julio de 2005, al completar el plazo máximo de diez años en el mismo establecido según el artículo 308 de la Constitución, que se remite en cuanto a las condiciones para ocupar dicho cargo a las previstas para los miembros de la Suprema Corte de Justicia.
Las vacantes que dejaron, junto con la generada por el cese de Eduardo Brito del Pino Pocey el mismo mes por alcanzar el límite de edad, fueron cubiertas en agosto de 2005 por la Asamblea General con las designaciones de Eduardo Lombardi, Dardo Preza y Ricardo Harriague.